# 伊和高勒苏木
伊和高勒苏木，是中华人民共和国内蒙古自治区锡林郭勒盟阿巴嘎旗下辖的一个乡镇级行政单位。伊和高勒来自蒙古语，是“大河”的意思。

## 行政区划
伊和高勒苏木下辖以下地区：
吉呼朗图嘎查、额尔敦乌拉嘎查、德勒格尔嘎查、阿拉坦嘎达苏嘎查、宝拉根敖包嘎查、伊和乌苏嘎查、宝拉根敖包嘎查和伊和乌苏嘎查。